# The Art of Love
The Art of Love es el octavo álbum de estudio de Sandra, publicado en febrero de 2007. Llegó en su semana de debut al número 16 de la lista alemana, su máxima posición. 
Se extrajeron dos sencillos del disco, «The Way I Am» y «What is It About Me». El primero, publicado en enero de 2007, llegó a alcanzar el número 50 de la lista musical alemana. El segundo, editado en mayo de 2007, fracasó en entrar en la lista oficial germana. Sandra había dejado entrever que el próximo sencillo sería la canción «Put Your Arms Around Me», aunque finalmente no se llegaría a editar en ese formato. El último corte del álbum, «All You Zombies», tuvo un enorme éxito en Polonia como sencillo promocional radiofónico. 
El álbum fue producido por Jens Gad, el cual ya coprodujo el anterior disco de Sandra, The Wheel of Time. Era la primera vez que Michael Cretu, productor de todos los discos de Sandra y marido de ella hasta 2007, no colaboraba en un álbum de la cantante alemana.

## Canciones del álbum
Uno de los temas contenidos en The Art of Love fue «Casino Royale», una versión alternativa de una canción titulada «Sleep» grabada en 2002 por el conjunto canadiense de música electrónica Conjure One para su álbum homónimo, y que fue versionada después por Edyta Górniak como «Sleep with Me» en su álbum Invisible de 2003. Sandra publicó su propia versión de «Sleep» únicamente en su sencillo «The Way I Am». 
En el álbum también hubo una colaboración del cantante suizo DJ BoBo en la canción «Love is the Price». Este tema ya lo había interpretado el propio artista en su álbum de 1995 Just for You. Fue la segunda vez que Sandra y DJ BoBo aparecieron en una canción conjuntamente. La primera colaboración entre ellos fue en el sencillo de 2006 «Secrets of Love», que también apareció en el álbum recopilatorio del artista suizo DJ BoBo-Greatest Hits ese mismo año.

## Listado de canciones
| The Art of Love |                                   |                                                                                               |          |  |
| N.º             | Título                            | Música - Letra                                                                                | Duración |  |
| 1.              | «What D'Ya Think of Me»           | Jens Gad - Sandra Cretu                                                                       | 4:32     |  |
| 2.              | «The Way I Am»                    | Jens Gad - Sandra Cretu/Jens Gad/Andru Donalds                                                | 3:29     |  |
| 3.              | «The Art of Love»                 | Jens Gad - Sandra Cretu                                                                       | 4:11     |  |
| 4.              | «What is It About Me»             | Winston Sela/Jens Gad/Torsten Stenzel - Winston Sela/Jens Gad/Torsten Stenzel/Ginger McKenzie | 3:52     |  |
| 5.              | «Dear God... If You Exist»        | Jens Gad - Sandra Cretu                                                                       | 4:26     |  |
| 6.              | «Silence Beside Me»               | Jens Gad - Sandra Cretu                                                                       | 3:35     |  |
| 7.              | «Once Upon a Time»                | Fabrice Cuidad/Jens Gad - Sandra Cretu                                                        | 4:50     |  |
| 8.              | «Put Your Arms Around Me»         | Sinead O'Connor/Rick Nowels                                                                   | 5:05     |  |
| 9.              | «What's Left to Say»              | Fabrice Cuidad/Jens Gad - Christian Dornaus                                                   | 4:35     |  |
| 10.             | «Casino Royale»                   | Rick Nowels/Billie Steinberg/Marie Claire d'Ubaldo                                            | 3:49     |  |
| 11.             | «Love is the Price» (con DJ Bobo) | Morrison Long/Steven Levis                                                                    | 3:20     |  |
| 12.             | «Shadow of Power»                 | Fabrice Cuidad/Jens Gad - Sandra Cretu                                                        | 3:34     |  |
| 13.             | «All You Zombies»                 | Eric Bazilian/Robbie Hyman                                                                    | 4:43     |  |
| 54:01           |                                   |                                                                                               |          |  |

## Personal
Detalles de producción
- Vocalista principal y voces habladas: Sandra Cretu
- Guitarras, bajo, batería y programación: Jens Gad
- Koto en «The Art of Love»: Miyabi Sudo
- Violín en «The Art of Love»: «Santi the Violin»
- Acompañamiento coral de niños en «The Art of Love», «Dear God... If You Exist» y «All You Zombies»: Nikita y Sebastian Cretu; Henry, Antonia, Ana, Mona, Gina, Flora y Muna
- Voz de DJ Bobo en «Love is the Price» grabado por Axel Breitung en los Bishop Studios de Hamburgo
- Álbum producido por Jens Gad
- Grabado, mezclado y masterizado en los Gad Studios, Ibiza (España)

Detalles del álbum
- Fotografía: Bärbel Miebach
- Diseño artístico: Stefan Klein (Klasse 3b)

## Listas
| País (2007) | Máxima posición |
| ----------- | --------------- |
| Alemania    | 16              |
| Francia     | 159             |
| Polonia     | 26              |
| Suiza       | 88              |